# Aneta Konieczna
Aneta Regina Konieczna (Krosno Odrzańskie, Lubúsquia, 11 de maio de 1978) é uma canoísta de velocidade polaca na modalidade de canoagem.

## Carreira
Foi vencedora da medalha de Prata em K-2 500 m em Pequim 2008 junto com a sua colega de equipa Beata Mikołajczyk.
Foi vencedora das medalhas de Bronze em K-2 500 m em Sydney 2000 e em Atenas 2004.